# Biserta
Biserta (Benzart ; in francese Bizerte) è una città della Tunisia.
Capoluogo dell'omonimo governatorato, sorge sul mar Mediterraneo circa 60 km a nord-ovest di Tunisi ed è la città più settentrionale dell'Africa, a circa 15 km da Cap Angela, il punto estremo del continente.

## Storia
Biserta è conosciuta come la città più antica e più europea in Tunisia.
Fu fondata intorno al 1000 a.C. dai Semiti Fenici di Sidone; è anche conosciuta come l'ultima città a restare sotto il controllo francese, a causa del suo importante porto che serviva al suo naviglio militare.
In essa si recò il 13 gennaio 1952, per un suo storico discorso, Habib Bourguiba, in cui lanciò un appello alla lotta armata per conseguire l'indipendenza del Paese dalla Francia.
A seguito di tale discorso fu arrestato dalle autorità francesi cinque giorni più tardi assieme ad altri capi nazionalisti, ma quel discorso costituì il preludio per il congresso clandestino del Neo-Dustur che proclamò l'inizio della lotta armata per l'indipendenza.
Malgrado l'indipendenza concessa alla Tunisia nel 1956, la Francia conservò la base di Biserta fino al 15 ottobre 1963.

## Letteratura
Nel ciclo carolingio, Biserta è la sede del regno di Troiano e Agramante.

## Amministrazione

### Gemellaggi
- Tangeri, dal 1976
- Porto Said, dal 1977
- Annaba, dal 1985
- Calamata, dal 1997
- Palermo, dal 2000

## Galleria d'immagini

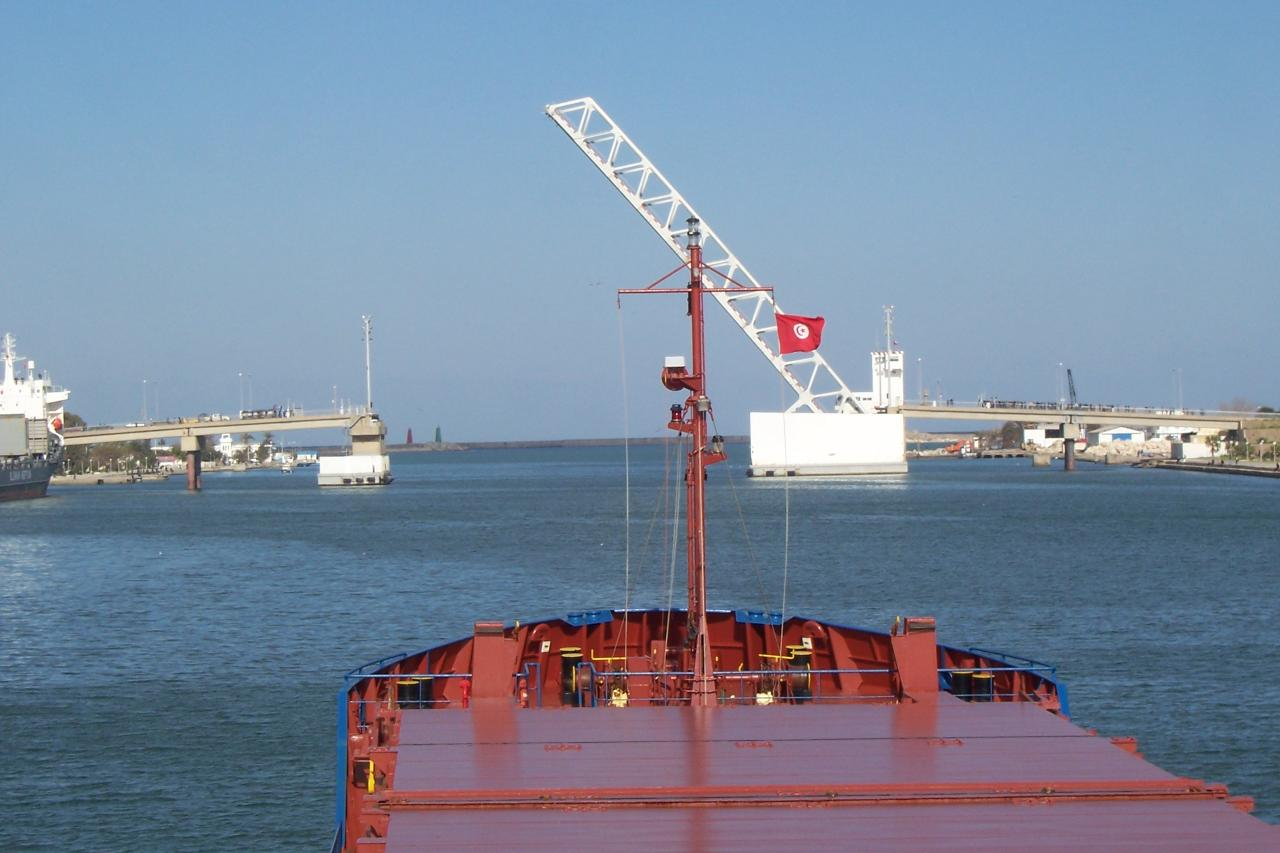
Il ponte mobile del canale Biserta
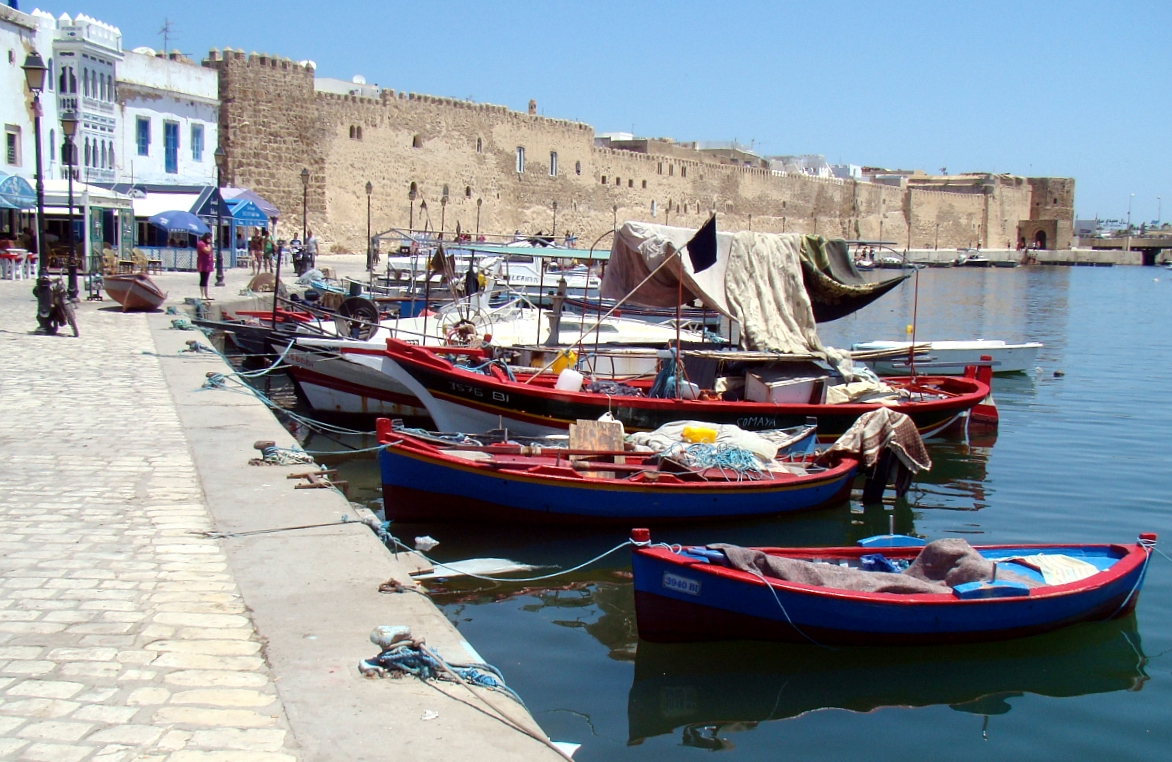
Vecchio porto di Biserta
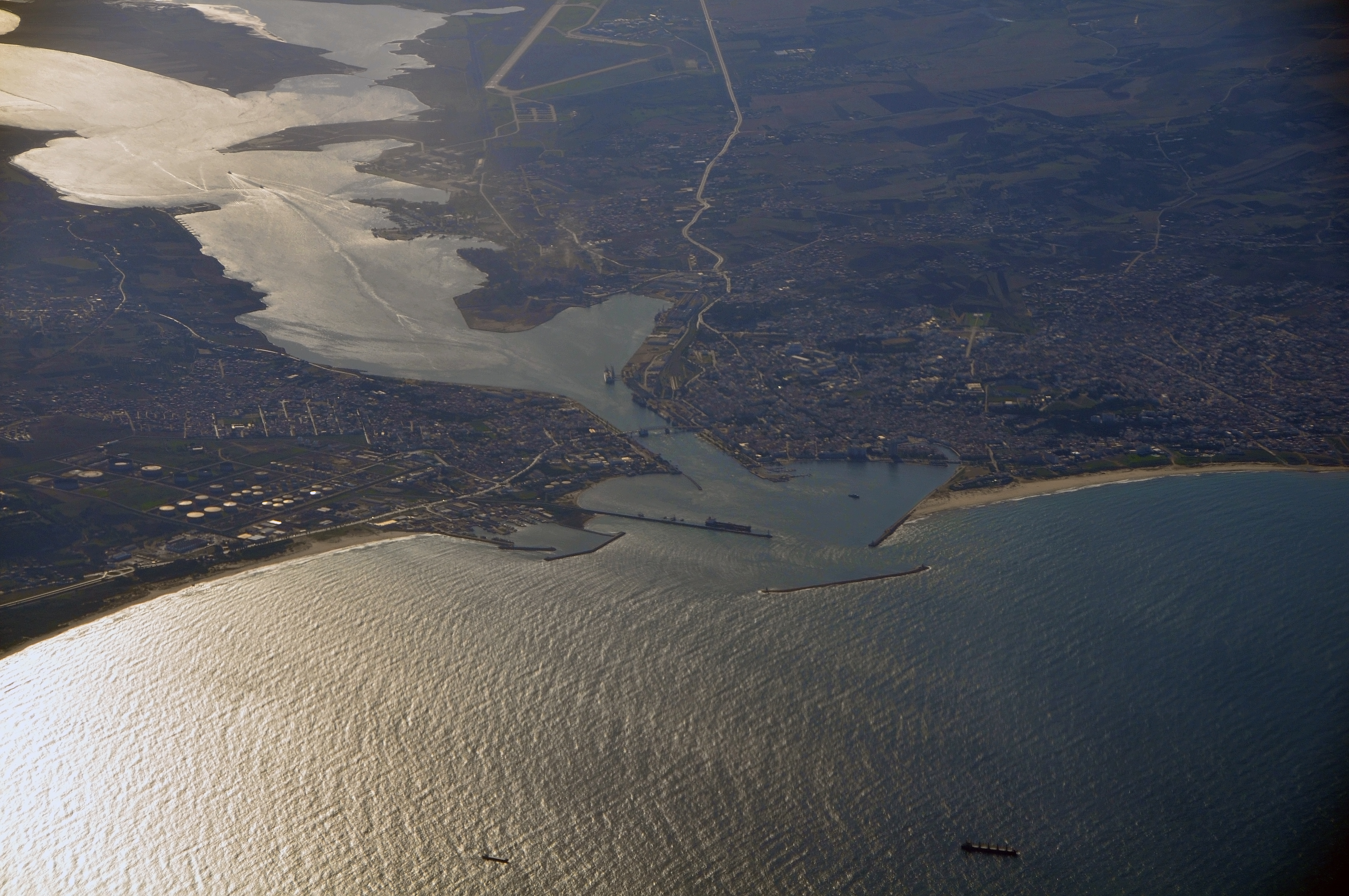
Veduta aerea di Biserta
Scene di pesca. Mosaico pavimentale romano al Museo nazionale del Bardo (III secolo dopo Cristo)
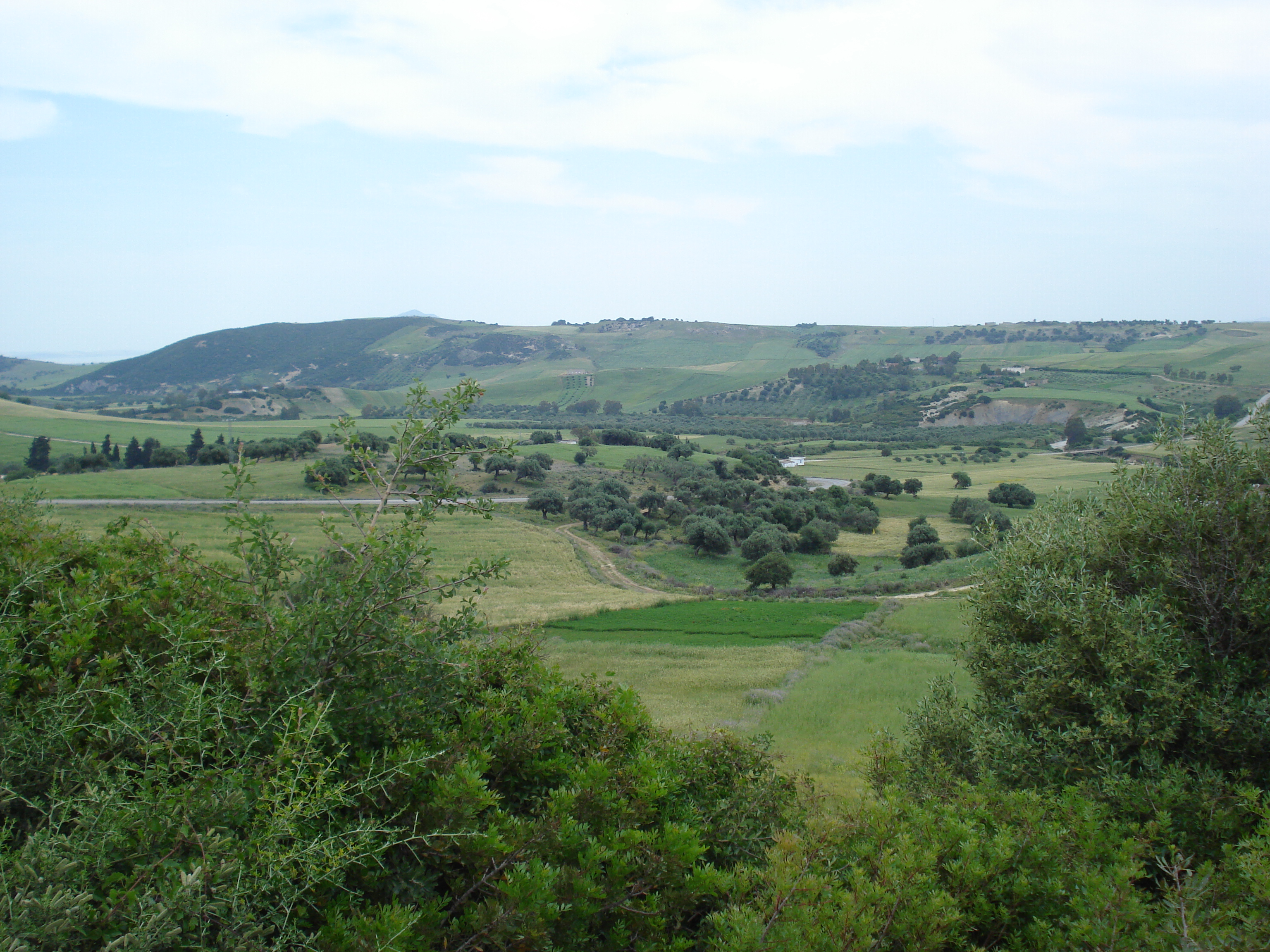
Jebel Aïn Chouna
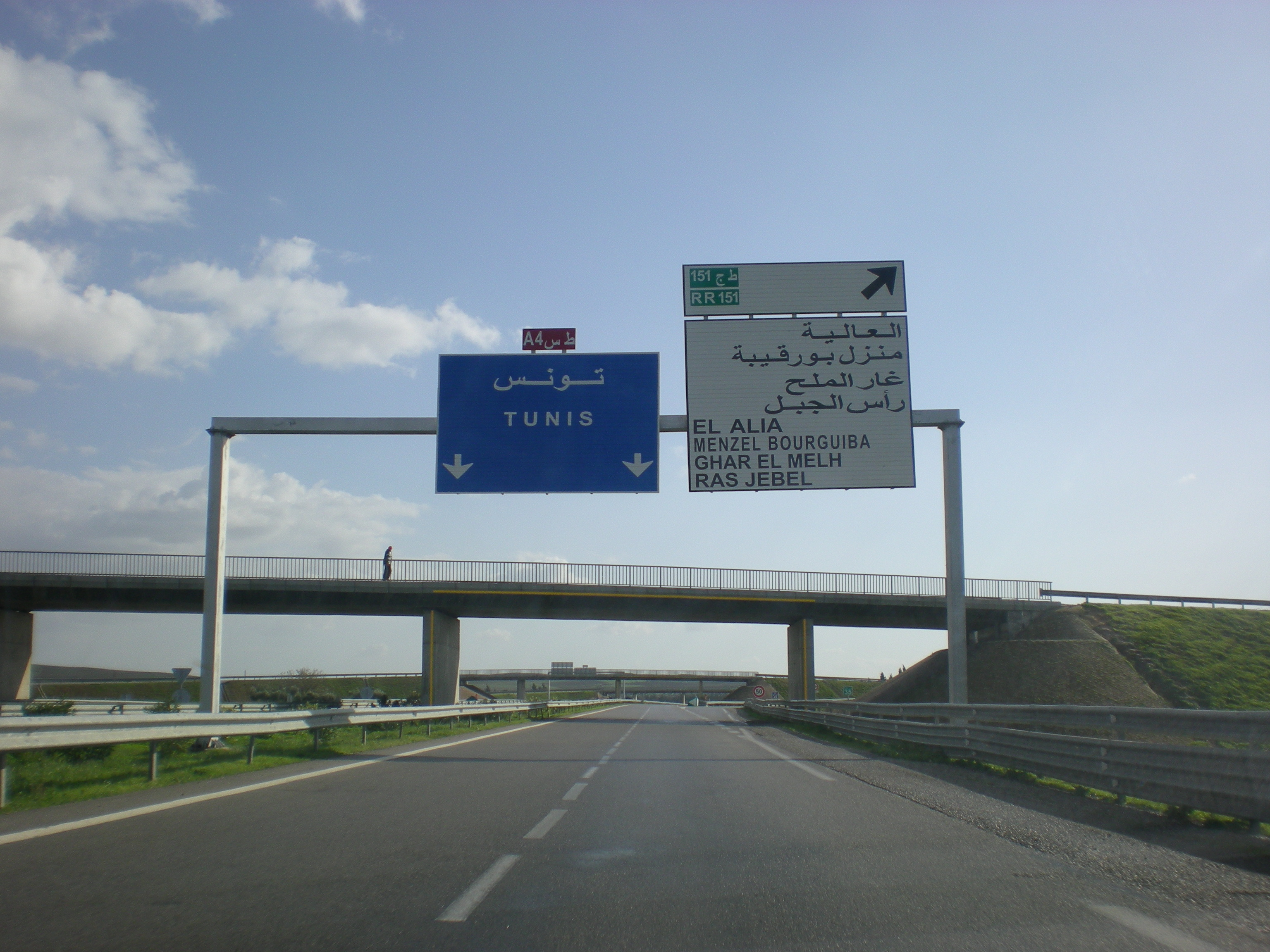
Autostrada A4 (Biserta-Tunisi)